# Продановци (Габровская область)
Продановци (болг. Продановци) — село в Болгарии. Находится в Габровской области, входит в общину Габрово. Население составляет 2 человека.

## Политическая ситуация
В местном кметстве Поповци, в состав которого входит Продановци, должность кмета (старосты) исполняет Румяна Иванова Иванова (Граждане за европейское развитие Болгарии (ГЕРБ)) по результатам выборов правления кметства.
Кмет (мэр) общины Габрово — Томислав Пейков Дончев (Граждане за европейское развитие Болгарии (ГЕРБ)) по результатам выборов в правление общины.